# Список спецслужб Польши
Список включает органы разведки, контрразведки и другие спецслужбы Польши, существовавшие с 1918 по настоящее время.

## Польская Республика (1918—1939)
- Бюро расследований Министерства внутренних дел (Biuro Wywiadowcze Ministerstwa Spraw Wewnętrznych)
- Отдел информации Министерства внутренних дел (Wydział Informacyjny Ministerstwa Spraw Wewnętrznych)
- Дефензива
- Инспекция политической обороны Главной команды Государственной Полиции (Inspektorat Defensywy Politycznej Komendy Głównej Policji Państwowej (Policja polityczna)) —  контрразведка
- 2-й отдел Генерального Штаба Войска Польского — разведка, военная разведка и контрразведка
  - Бюро шифров — радиоразведка, криптология.

## Вторая мировая война (1939—1945)
- Oddział II Sztabu Naczelnego Wodza PSZ
- Oddział II Komendy Głównej SZP/ZWZ/AK

## Польская Народная Республика (1944—1990)
- Ведомство общественной безопасности (Resort Bezpieczeństwa Publicznego, RBP) — 1944—1945
- Министерство общественной безопасности (Ministerstwo Bezpieczeństwa Publicznego, MBP) — 1945—1954
- Комитет общественной безопасности (Komitet do spraw Bezpieczeństwa Publicznego, Kds.BP) — 1954—1956
- Министерство внутренних дел
  - Служба безопасности ПНР (Służba Bezpieczeństwa Ministerstwa Spraw Wewnętrznych, 1956—1990)
    - I департамент Министерства внутренних дел ПНР[пол.] (Departament I Ministerstwa Spraw Wewnętrznych)
    - II департамент Министерства внутренних дел ПНР[пол.] (Departament II Ministerstwa Spraw Wewnętrznych)
    - III департамент Министерства внутренних дел ПНР (Departament III Ministerstwa Spraw Wewnętrznych)
    - IV департамент Министерства внутренних дел ПНР (Departament IV Ministerstwa Spraw Wewnętrznych)
    - Бюро расследований Службы безопасности (Biuro Studiów Służby Bezpieczeństwa MSW, 1982—1989) — координация действий против оппозиции.
- Oddział II Sztabu Generalnego Wojska Polskiego (1945—1951)
- Второе управление Генерального Штаба Войска Польского[пол.] пол. Zarząd II Sztabu Generalnego Wojska Polskiego (1951—1990)
- Агентурная операционная разведка[пол.] пол. Agenturalny Wywiad Operacyjny, AWO
- Главное управление информации Войска Польского (Główny Zarząd Informacji, GZI (WP/MON/Kds.BP) — (1945—1957)
- Военная внутренняя служба[пол.] пол. Wojskowa Służba Wewnętrzna (MON, WSW MON, 1957—1990) — военная контрразведка и военная полиция.

## Республика Польша (1990-настоящее время)
- Агентство внутренней безопасности (Agencja Bezpieczeństwa Wewnętrznego, ABW) (2002 — настоящее время)[1];
- Агентство разведки (Agencja Wywiadu, AW) (2002 — настоящее время)[2];
- Центральное антикоррупционное бюро (Centralne Biuro Antykorupcyjne, CBA) (2006 — настоящее время)[3];
- Служба военной контрразведки (Służba Kontrwywiadu Wojskowego, SKW) — с 2006, военная контрразведка;
- Служба военной разведки (Służba Wywiadu Wojskowego, SWW) — с 2006, военная разведка;
- Финансовая разведка (Wywiad Skarbowy) — с 1998, служба контроля доходов Министерства финансов Польши;
- Управление охраны государства (Urząd Ochrony Państwa, UOP) — реорганизовано 29 июня 2002 в ABW и AW;
- Военная информационная  служба (Wojskowe Służby Informacyjne, WSI), разделена 30 сентября 2006 на SKW и SWW.